# Marpissa pulla
Marpissa pulla är en spindelart som först beskrevs av Karsch 1879.  Marpissa pulla ingår i släktet Marpissa och familjen hoppspindlar. Inga underarter finns listade i Catalogue of Life.